# Jan I de la Roche
Jan I de la Roche – władca Księstwa Aten w latach 1263–1280. Syn Gwidona I de la Roche.
Objął rządy w Księstwie po śmierci swego ojca. Okazał się równie dobrym gospodarzem jak ojciec. Był człowiekiem wykształconym i rycerskim, obznajomionym z kulturą grecką, rozczytywał się w Herodocie.
W 1275 roku udzielił pomocy Janowi I Angelosowi, władcy Tesalii, oblężonemu w swojej stolicy w Neopatras. Władca Tesalii wymknął się z oblężonego przez Bizantyńczyków miasta i dotarł na dwór tebański z prośbą o pomoc. Szarża 300 rycerzy ateńskich zepchnęła oblegających spod twierdzy i skłoniła dowodzącego siłami bizantyńskimi Jana Paleologa do odwrotu. Jan I miał wtedy powiedzieć, trawestując wypowiedź Herodota o Persach pod Termopilami: "Liczba ich wielka, lecz niewielu wśród nich prawdziwych mężów". W 1277 Bizantyńczycy podjęli kolejną wyprawę na Tesalię oraz na Eubeę. Jan I ruszył na pomoc Gilbertowi z Werony, zarządzającemu częścią Eubei, chcąc go wspomóc w walce z Bizantyńczykami, którzy oblegli twierdzę Negropont. W bitwie pod Vatondą Jan I spadł z konia i został pojmany. Wraz z nim do niewoli dostali się Gilbert i liczni łacinnicy. Został triumfalnie przewieziony do Konstantynopola, gdzie cesarz Michał VIII Paleolog zaofiarował mu rękę swej siostry. Małżeństwo niewątpliwie wzmocniłoby wpływ Paleologów na Księstwo Aten. Jan I odmówił jednak przyjęcia zaszczytu zostania cesarskim szwagrem, tłumacząc się zręcznie nękającymi go atakami podagry, które czynią go niezdatnym do stanu małżeńskiego. Ostatecznie odzyskał wolność za cenę 30 000 solidów. Zmarł w 1280 roku.